# Oberfeldveterinär (Bundeswehr)
Oberfeldveterinär (dobesedno nemško Nadpoljski veterinar; okrajšava: OFVet; kratica: OFV) je specialistični častniški čin za sanitetne častnike veterinarske izobrazbe v Heeru Bundeswehra. Sanitetni častniki medicine oz. dentalne medicine nosijo čin Oberfeldarzta (Heer/Luftwaffe) oz. Flottillenarzta (Bundesmarine) in farmacevti nosijo čin Oberfeldapothekerja (Heer/Luftwaffe) oz. Flottillenapothekerja; čin je enakovreden činu podpolkovnika (Heer in Luftwaffe) in činu kapitana fregate (Marine).
Nadrejen je činu Oberstabsveterinärja in podrejen činu Oberstveterinärja. V sklopu Natovega STANAG 2116 spada v razred OF-4, medtem ko v zveznem plačilnem sistemu sodi v razred A15.

## Oznaka čina
Oznaka čina je enaka oznaki čina podpolkovnika, pri čemer ima na vrh oznake dodano še oznako specializacije: vijugasta kača.
Oznaka čina sanitetnega častnika Luftwaffe ima na dnu oznake še stiliziran par kril.
Galerija
- Naramenska epoletna oznaka